# Sabarros
Sabarros – miejscowość i gmina we Francji, w regionie Oksytania, w departamencie Pireneje Wysokie.
Według danych na rok 1990 gminę zamieszkiwało 49 osób, a gęstość zaludnienia wynosiła 13 osób/km² (wśród 3020 gmin regionu Midi-Pireneje Sabarros plasuje się na 1014. miejscu pod względem liczby ludności, natomiast pod względem powierzchni na miejscu 1589.).